# 满铁大调查部旧址
满铁大调查部旧址，位于中华人民共和国辽宁省大连市中山区世纪街41号，已列为大连市文物保护单位。

## 保护
2013年3月25日，满铁大调查部旧址公布为第六批大连市文物保护单位。